# Livraria Imperatriz
A Livraria Imperatriz foi fundada por Jacob Berenstein, em 1930, imigrante judeu do antigo Império Russo, vindo da região da Bessarábia, na cidade do Recife, em Pernambuco.  É a maior rede de livrarias do estado e uma das maiores da região Nordeste.   
Trata-se de uma empresa de administração familiar. A primeira loja foi aberta na Rua da Imperatriz, no bairro da Boa Vista, que fora frequentada por escritores e intelectuais de renome, como Gilberto Freyre, Clarice Lispector e Celso Furtado. O livro Casa-Grande & Senzala, de Gilberto Freyre, foi lançado em suas dependências. Foi também na Livraria Imperatriz que Furtado teve, pela primeira vez, a ideia de elaborar sua mais consagrada obra, o livro Formação Econômica do Brasil.
Entre 1967 e 1991, sob gerência de Simão Berenstein, a Livraria Imperatriz especializou-se em livros didáticos. Em 1991, com a chegada de seus filhos a ela, voltou a ser diversificada. Novas unidades foram inauguradas, as quais foram a do Shopping Guararapes, em 1993, a da rua Sete de Setembro, em 1997, a do Plaza Shopping Casa Forte, em 2001, a do Shopping Center Recife, em 2005, e, por fim, a do Shopping Difusora de Caruaru, já em 2013.